# F40C型柴油机车
F40C型柴油机车是美国通用汽车易安迪公司（GM-EMD）于1970年代初为芝加哥通勤铁路设计制造的一款干线客运柴油机车。
F40C型柴油机车是在SDP40F型柴油机车基础上发展而来的干线客运用的六轴柴油机车，采用单司机室、底架承载结构、双侧内走廊的棚式车体。与采用蒸汽供暖的SDP40F型柴油机车相比，F40C型柴油机车设有列车供电装置，取消了车内的蒸汽锅炉和水箱，使车体长度得以缩短，并直接采用了SD40-2型柴油机车的车体底架。车体上部自前向后由司机室、电气室、动力室、冷却室四部分组成。机车走行部为两台“Flexicoil”三轴转向架，采用导框式轴箱定位、橡胶摩擦减振器、两系弹簧悬挂装置（一系为轴箱螺旋圆弹簧，二系为摇枕螺旋弹簧）、心盘牵引装置、双侧闸瓦制动。动力装置为一台3,200马力、16气缸、二冲程、水冷式、涡轮增压的16-645E3型柴油机。传动系统采用交—直流电传动，柴油机输出轴通过联轴器驱动一台AR10型交流发电机，发出的交流电通过大功率硅整流装置转换为直流电，然后供给六台D77型直流牵引电动机。牵引电动机采用轴悬式驱动方式，牵引齿轮传动比为3.93（59：15）。
芝加哥通勸鐵路從2012年就停止將F40C型柴油機車用於日常運轉，15輛機車至今僅剩兩輛備用，其他的機車均已退役。